# Pedro Lovell
Pedro Lovell, född 9 juni 1945, är en argentinsk före detta tungviktsboxare. Han är mest känd för sina insatser som skådespelare i den första filmen om boxaren Rocky där han spelar Rockys motståndare Spider Rico. Han medverkar även i uppföljarfilmen Rocky Balboa från 2006.